# Антон Великов
Антон Великов с псевдоним Алекси Беломорски е български комунист, деец на ВМРО (обединена).

## Биография
Роден в неврокопското село Боржоза на 13 май 1912 или 1913 година. През 1929 година завършва основното си образование, а през 1933 година започва да учи във Военното училище във Варна, но година по-късно го напуска поради здравословни причини. Става печатар на следващата година в Кюстендил и София. Влиза във ВМРО (обединена) и става член на литературния кръжок „Христо Ботев“. От 1938 година влиза в БКП. В периода 1938-1942 година е един от първите членове на Македонския литературен кръжок в София. Между 1945 и 1946 година е редовен сътрудник на органа на Македонския национален комитет „Македонско знаме“. През 1947 година за кратко е председател на Общинския съд в Неврокоп. От 1945 до 1948 година е подпредседател на МЛК „Никола Вапцаров“, а от 1950 до 1951 и подпредседател на МЛК на студентите от Пиринска Македония. В периода 1948 – 1958 година е новинар във вестник „Труд“. През 1997 година в Скопие са издадени негови спомени под името „Страници от моята биография“.